# Crescenzio Scarselli
Crescenzio Scarselli (Montorio al Vomano, 26 aprile 1837 – 21 dicembre 1892) è stato un avvocato e politico italiano.

## Biografia
Consegue la laurea in giurisprudenza all'Università di Napoli ed in seguito torna in Abruzzo per esercitare la professione forense. Sposa Francesca De Santis e dalla loro unione nascono cinque figli: Carlo, Angela Clotilde, Giuseppe, Maria e Alberto.
Accanto alla sua attività di avvocato affianca l'attività politica come esponente della sinistra storica. Ricopre numerose cariche: è consigliere comunale a Montorio al Vomano, presidente del consiglio provinciale di Teramo (1878-1883), consigliere provinciale (1864-1892), deputato provinciale (1865-1866, 1868-1879) e deputato del Regno d'Italia dalla quindicesima alla diciassettesima legislatura (1882-1892).
Muore il 21 dicembre 1892, all'età di 55 anni.